# Kennedy Simon (velocista)
Kennedy Simon (Atlanta, 12 febbraio 2000) è una velocista statunitense.

## Carriera
Nel 2022 ha vinto la medaglia di bronzo nella staffetta 4×400 metri mista ai Mondiali di Eugene.

## Palmarès
| Anno | Manifestazione | Sede   | Evento        | Risultato | Prestazione | Note                          |
| ---- | -------------- | ------ | ------------- | --------- | ----------- | ----------------------------- |
| 2022 | Mondiali       | Eugene | 4×400 m mista | Bronzo    | 3'10"16     | Miglior prestazione personale |